# Економски институт Београд
Економски институт Београд је независна истраживачка и саветодавна установа посвећена вредностима демократије и тржишне економије.
Њен задатак је:
- подршка економским и социјалним реформама,
- промовисање развоја приватног сектора,
- заступање економске либерализације, принципа отворене економије и друштва, као и интеграције са осталим земљама региона а и Европе уопште,
- подршка регионалном ко-оперативном развоју.

## Организација
- Председник: мр Данко Ђунић
- Директор: др Добросав Миловановић
- Саветник: др Вера Леко
- Директор саветног центра: Драган Шаговновић
- Директор центра за јавну администрацију: др Добросав Миловановић
- Пројекти министарства науке: др Јанко М. Цвијановић
- Специјални програми: Стојан Стаменковић

## Награде
- 1998: Награда Браћа Карић